# Propulseur d'étrave
Le ou les propulseurs transversaux servent aux manœuvres en zone portuaire, afin d'éviter au navire le coût de l'utilisation de remorqueurs. Ils font également partie du système de positionnement dynamique.

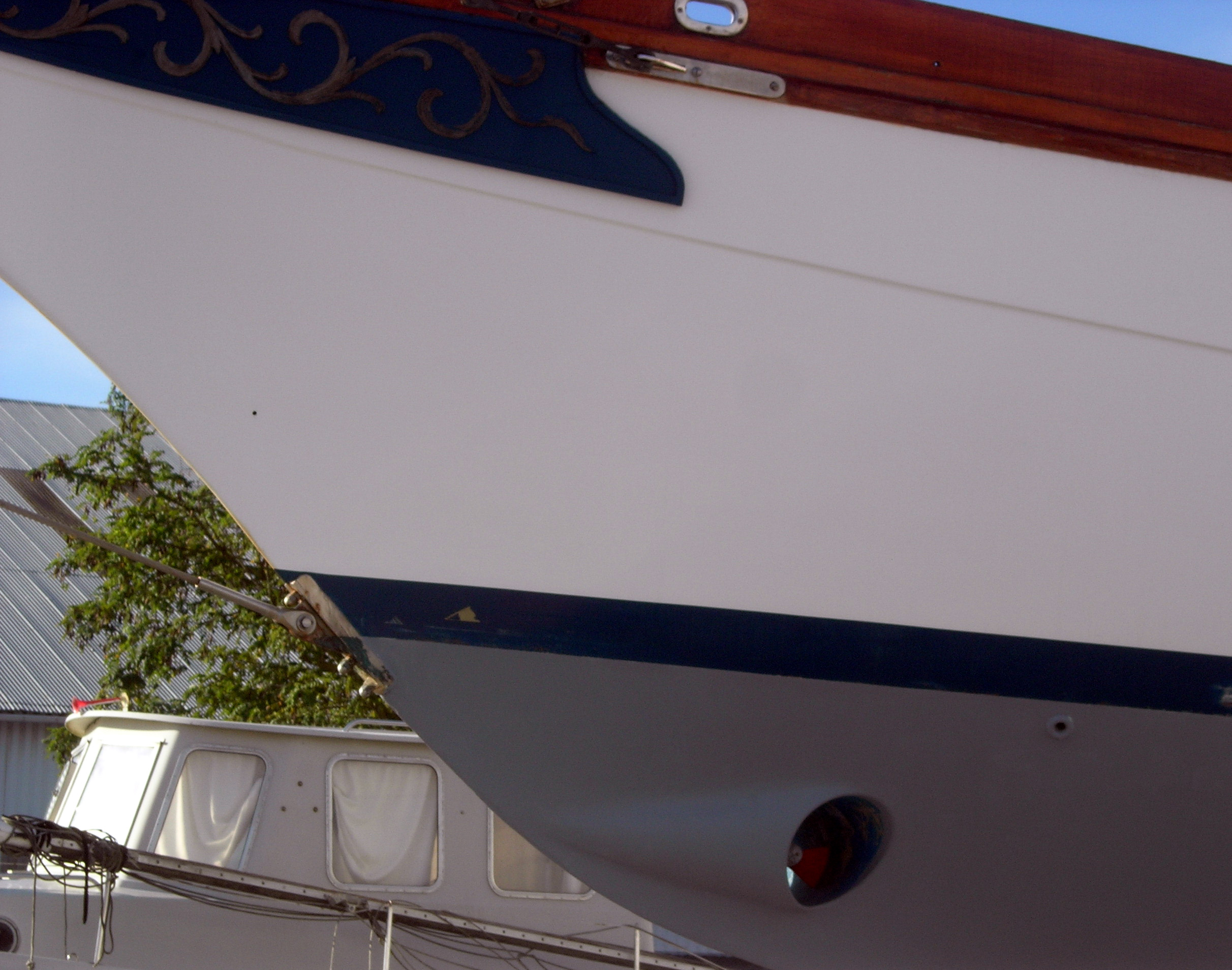
Propulseur d'étrave d'un bateau de plaisance

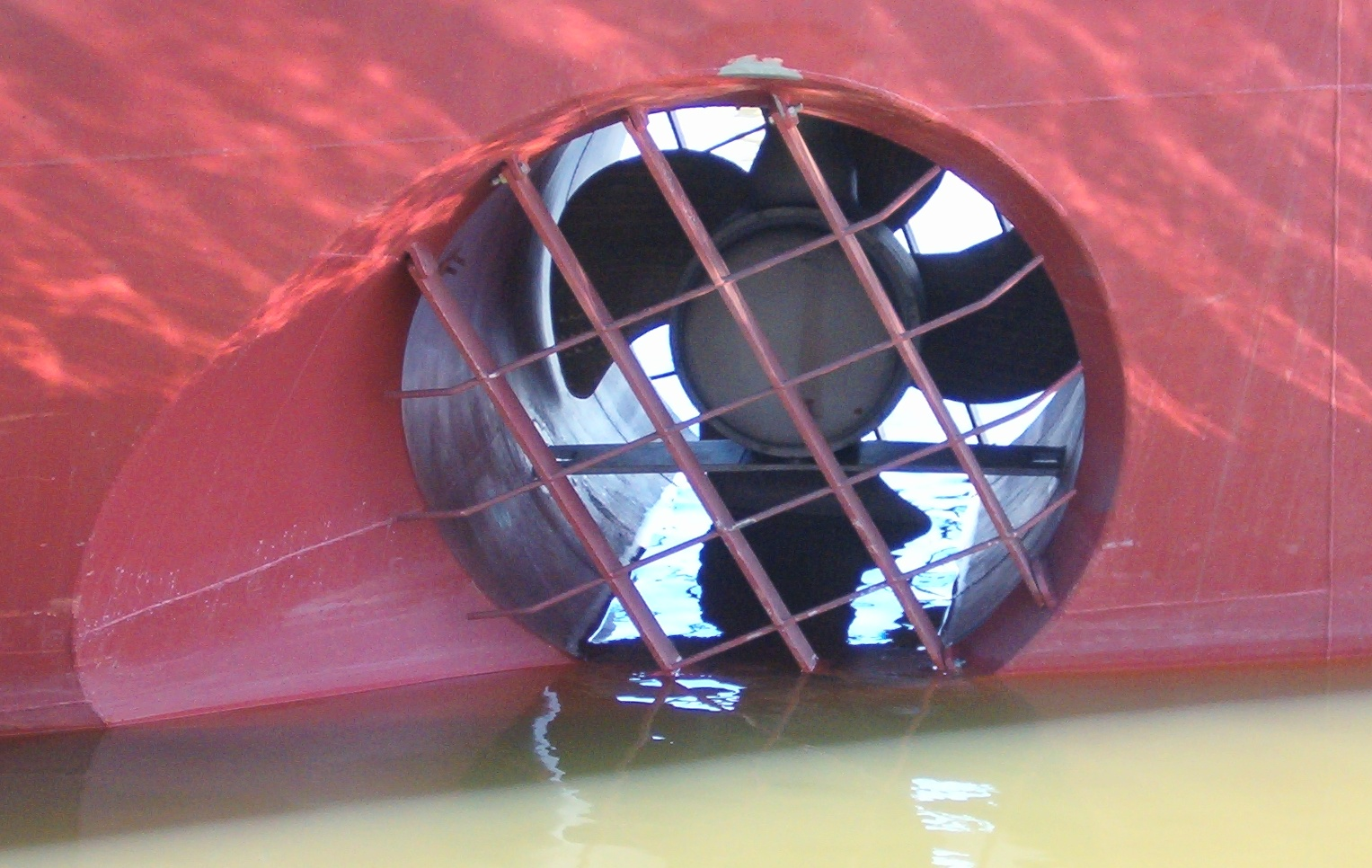
Propulseur d'étrave à fleur d'eau sur un navire lège

Symbole d'un propulseur d'étrave apposé sur l'avant de la coque.

## Description
Le terme général est propulseur transversal. Il se trouve à l'avant du navire (près de l'étrave). Il existe également des propulseurs transversaux arrière.
Les propulseurs transversaux peuvent être entraînés par un moteur Diesel, un système hydraulique ou par un système électrique.
L'hélice du propulseur se trouve dans un tunnel transversal muni de grilles pour éviter que des aussières ou autres cordages ne soient aspirées lors des manœuvres de départ et d'arrivée.
Plusieurs solutions techniques existent, à sens de rotation inversée, à vitesse fixe et hélice
à pas variable.
Les propulseurs transversaux ne sont efficaces qu'à des vitesses faibles de l'ordre de 0 à 4  nœuds.

## Utilisation militaire
Leur utilisation sur un navire de guerre des mines facilite ses déplacements en eaux parsemées de mines marines, comme la classe Segura.